# La Popolarissima
La Popolarissima é uma corrida de ciclismo de um dia italiana que se realiza no mês de março nas cercanias de Treviso, na região de Veneto. Foi criada em 1919 e está reservada para ciclistas sub-23 e amadoras ou ciclistas de categoria elite sem contrato.

## Palmarés
| Ano      | Ganhador              | Segundo              | Terceiro               |
| -------- | --------------------- | -------------------- | ---------------------- |
| 1919 (1) | Antonio Dalle Fusine  |                      |                        |
| 1919 (2) | Giovanni Cimetta      |                      |                        |
| 1920 (1) | Annibale Biasato      |                      |                        |
| 1920 (2) | Attilio Longhetto     |                      |                        |
| 1921 (1) | Adriano Zanaga        |                      |                        |
| 1921 (2) | Angelo Testa          |                      |                        |
| 1922 (1) | Gaetano Morbioli      |                      |                        |
| 1923 (2) | Valentino Faccin      |                      |                        |
| 1923     | Livio Cattel          |                      |                        |
| 1924     | Sante Camporese       |                      |                        |
| 1925     | Augusto Dal Cin       |                      |                        |
| 1926     | Mario Lusiani         |                      |                        |
| 1927     | Aldo Canazza          |                      |                        |
| 1928     | Pietro Torres         |                      |                        |
| 1929     | Aimone Altissimo      |                      |                        |
| 1930     | Aimone Altissimo      |                      |                        |
| 1931     | Umberto Censi         |                      |                        |
| 1932     | Gino Zanardo          |                      |                        |
| 1933     | Giovanni Roman        |                      |                        |
| 1934     | Fausto Marion         |                      |                        |
| 1935     | Ottavio Gabrielli     |                      |                        |
| 1936     | Ottavio Gabrielli     |                      |                        |
| 1937     | Giovanni Zandona      |                      |                        |
| 1938     | Giovanni Brotto       |                      |                        |
| 1939     | Giovanni Brotto       |                      |                        |
| 1940     | Oreste Sperandio      |                      |                        |
| 1941     | Silvio Furlan         |                      |                        |
| 1942     | Giovanni Pinarello    |                      |                        |
| 1943     | Giovanni Bonso        |                      |                        |
| 1944     | N/D                   |                      |                        |
| 1945     | Annibale Brasola      |                      |                        |
| 1946     | Annibale Brasola      |                      |                        |
| 1947     | Domenico De Zan       |                      |                        |
| 1948     | Rinaldo Beschi        |                      |                        |
| 1949     | Gino Galeazzi         |                      |                        |
| 1950     | Alberto Gardo         |                      |                        |
| 1951     | Lino Florean          |                      |                        |
| 1952     | Lino Rossato          |                      |                        |
| 1953     | Antonio Uliana        |                      |                        |
| 1954     | Tenaro Codato         |                      |                        |
| 1955     | Giuseppe Vanzella     |                      |                        |
| 1956     | não realizada         |                      |                        |
| 1957     | Pietro Zoppas         |                      |                        |
| 1958     | Dino Liviero          |                      |                        |
| 1959     | Giovanni Tessarolo    |                      |                        |
| 1960     | Mino Bariviera        |                      |                        |
| 1961     | Rino Rossetto         |                      |                        |
| 1962     | Enzo Pretolani        |                      |                        |
| 1963     | Edoardo Gregori       |                      |                        |
| 1964     | Luigino Friso         |                      |                        |
| 1965     | Mario da Dalt         |                      |                        |
| 1966     | Marinho Basso         |                      |                        |
| 1967     | Gianpietro Talpo      |                      |                        |
| 1968     | Pietro Poloni         |                      |                        |
| 1969     | Nereo Bazzan          |                      |                        |
| 1970     | Nereo Bazzan          |                      |                        |
| 1971     | Luigi Mazzucco        |                      |                        |
| 1972     | Gianni Sartori        |                      |                        |
| 1973     | Antonio Dal Bo        |                      |                        |
| 1974     | Pietro Poloni         |                      |                        |
| 1975     | Luciano Guidolin      |                      |                        |
| 1976     | Aldo Borgato          |                      |                        |
| 1977     | Adriano Brunello      |                      |                        |
| 1978     | Pierangelo Bincoletto |                      |                        |
| 1979     | Giovanni Biason       |                      |                        |
| 1980     | Graziano Poli         |                      |                        |
| 1981     | Franco Simionati      |                      |                        |
| 1982     | Giancarlo Bada        |                      |                        |
| 1983     | Silvio Martinello     |                      |                        |
| 1984     | Fabio Parise          |                      |                        |
| 1985     | Federico Ghiotto      |                      |                        |
| 1986     | Ivan Parolin          | Luciano Boffo        | Luigi Simion           |
| 1987     | Giovanni Strazzer     | Giovanni Fidanza     | Endrio Leoni           |
| 1988     | Fabio Baldato         | Mirko Rossato        | Endrio Leoni           |
| 1989     | Orlando Sartori       | Moravio Pianegonda   | Michele Fortin         |
| 1990     | Stefano Checchin      | Mirko Gualdi         | Paolo Fedrigo          |
| 1991     | Desiderio Voltarel    | Luigi Simion         | Mariano Piccoli        |
| 1992     | Nicola Minali         | Alessandro Bertolini | Luca Pavanello         |
| 1993     | Paolo Voltolini       | Biagio Conte         | Stefano Casagranda     |
| 1994     | Filippo Meloni        | Paolo Passarin       | Alessandro Tresin      |
| 1995     | Franco Maragno        | Nicola Chesini       | Michele Zamboni        |
| 1996     | Gabriele Balducci     | Dario Pieri          | Alessandro Spezialetti |
| 1997     | Luca Cei              | Nicola Chesini       | Antonio Salomone       |
| 1998     | Miguel Ángel Meza     | Wilmer Baldo         | Luca Niccolai          |
| 1999     | Michele Sartor        | Luca Niccolai        | Simone Cadamuro        |
| 2000     | Angelo Furlan         | Cristiano Parrinello | Luciano Pagliarini     |
| 2001     | Ruslan Pidgornyy      | Dmitri Dementiev     | Mirco Lorenzetto       |
| 2002     | Francesco Chicchi     | Mauro Busato         | Enrico Grigoli         |
| 2003     | Murilo Fischer        | Daniel Zyck          | Mirco Lorenzetto       |
| 2004     | Gianluca Geremia      | Jonathan Righetto    | Stefano Brunelli       |
| 2005     | Luca D'Osvaldi        | Davide Beccaro       | Drasutis Stundzia      |
| 2006     | Roberto Ferrari       | Oscar Gatto          | Andrea Grendene        |
| 2007     | Mauro Richeze         | Andrea Pinos         | Jacopo Guarnieri       |
| 2008     | Jacopo Guarnieri      | Andrea Piechele      | Sacha Modolo           |
| 2009     | Elia Viviani          | Andrea Menapace      | Davide Cimolai         |
| 2010     | Elia Viviani          | Giacomo Nizzolo      | Davide Gomirato        |
| 2011     | Siarhei Papok         | Oleksandr Polivoda   | Andrea Fedi            |
| 2012     | Marco Benfatto        | Alberto Cecchin      | Davide Gomirato        |
| 2013     | Nicola Ruffoni        | Federico Zurlo       | Stefano Perego         |
| 2014     | Nicolas Marini        | Liam Bertazzo        | Mattia De Mori         |
| 2015     | Rino Gasparrini       | Marco Maronese       | Xhuliano Kamberaj      |
| 2016     | Riccardo Minali       | Rino Gasparrini      | Matteo Malucelli       |
| 2017     | Filippo Calderaro     | Damiano Cima         | Leonardo Bonifazio     |
| 2018     | Giovanni Lonardi      | Filippo Fortin       | Nicolas Dalla Vale     |
| 2019     | Nicola Venchiarutti   | Cristian Rocchetta   | Samuele Zambelli       |

## Palmarés por países
| País         | Vitórias |
| ------------ | -------- |
| Itália       | 98       |
| México       | 1        |
| Ucrânia      | 1        |
| Brasil       | 1        |
| Argentina    | 1        |
| Bielorrússia | 1        |